# Nasmyth (cráter)
Nasmyth es un cráter de impacto localizado cerca del terminador suroeste de la Luna. Está unido al borde suroriental del cráter inundado de lava Wargentin, y su mitad sur está cubierta por el cráter Phocylides de mayor tamaño.
|  |

El borde de Nasmyth está desgastado y afectado en varias localizaciones por cráteres pequeños, el más notable de ellos es Nasmyth D que atraviesa el borde en su sector norte. El suelo ha sido inundado por flujos de lava en el pasado, formando una superficie relativamente plana y rebajando el brocal. No presenta un pico central dentro del cráter, pero el suelo ha sufrido algunos impactos que han formado pequeños cráteres.
Nasmyth se encuentra al noroeste de la Cuenca Schiller-Zucchius.

## Cráteres satélite

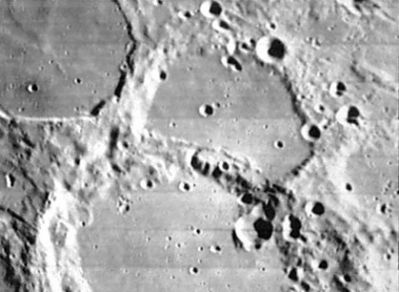
Otra imagen de la misión Lunar Orbiter 4

Por convención estos elementos son identificados en los mapas lunares poniendo la letra en el lado del punto medio del cráter que está más cercano a Nasmyth.
|         | \| Nasmyth \| Coordenadas \| Diámetro \| \| ------- \| ------------------------------ \| -------- \| \| D \| 49°12′S 55°18′O / -49.2, -55.3 \| 13 km \| \| E \| 49°54′S 57°36′O / -49.9, -57.6 \| 5 km \| \| F \| 50°00′S 53°30′O / -50.0, -53.5 \| 9 km \| \| G \| 49°36′S 53°48′O / -49.6, -53.8 \| 7 km \| |          |
| Nasmyth | Coordenadas | Diámetro |
| D       | 49°12′S 55°18′O / -49.2, -55.3 | 13 km    |
| E       | 49°54′S 57°36′O / -49.9, -57.6 | 5 km     |
| F       | 50°00′S 53°30′O / -50.0, -53.5 | 9 km     |
| G       | 49°36′S 53°48′O / -49.6, -53.8 | 7 km     |